# Плуиньо (кантон)
Плуиньо  (фр. Plouigneau) — кантон во Франции, находится в регионе Бретань, департамент Финистер. Входит в состав округа Морле.

## История
До 2015 года в состав кантона входили коммуны Ботсорель, Герлескен, Ланнеану, Ле-Понту, Плугонван, Плуиньо и Плуэга-Муазан.
В результате реформы 2015 года состав кантона был изменен — в него вошли все коммуны упраздненного кантона Ланмёр и отдельные коммуны кантонов Морле и Сен-Тегоннек.
С 1 января 2019 голда состав кантона изменился: коммуна Ле-Понту вошла в состав коммуны Плуиньо.

## Состав кантона с 1 января 2019 года
В состав кантона входят коммуны (население по данным Национального института статистики Архивная копия от 17 января 2022 на Wayback Machine за 2019 г.):
- Ботсорель (430 чел.)
- Гарлан (1 050 чел.)
- Герлескен (1 298 чел.)
- Гимаэк (939 чел.)
- Ланнеану (351 чел.)
- Ланмёр (2 362 чел.)
- Ле-Клуатр-Сен-Тегоннек (658 чел.)
- Локирек (1 513 чел.)
- Плугану (2 737 чел.)
- Плугонвен (3 454 чел.)
- Плуиньо (5 086 чел.)
- Плурен-ле-Морле (4 517 чел.)
- Плуэгат-Геран (1 063 чел.)
- Плуэгат-Муазан (714 чел.)
- Плуэзок (1 610 чел.)
- Сен-Жан-дю-Дуа (655 чел.)

## Политика
На президентских выборах 2022 г. жители кантона отдали в 1-м туре Эмманюэлю Макрону 29,5 % голосов против 24,8 % у Жана-Люка Меланшона и 18,0 % у Марин Ле Пен; во 2-м туре в кантоне победил Макрон, получивший 66,7 % голосов. (2017 год. 1 тур: Эмманюэль Макрон – 29,1 %, Жан-Люк Меланшон – 24,2 %, Франсуа Фийон – 15,1 %, Марин Ле Пен – 12,3 %; 2 тур: Макрон – 78,9 %. 2012 год. 1 тур: Франсуа Олланд — 40,1 %, Николя Саркози — 19,3 %, Жан-Люк Меланшон — 15,0 %; 2 тур: Олланд — 68,4 %).
С 2021 года кантон в Совете департамента Финистер представляют мэр коммуны Гимаэк Пьер Ле Гоф (Pierre Le Goff) (Разные левые) и мэр коммуны Плуиньо Жоэль Юон (Joëlle Huon) (Социалистическая партия).
|                | Кандидаты                        | Партия                   | Первый тур | Первый тур     | Второй тур | Второй тур |
| Кол-во голосов | Кандидаты                        | Партия                   | % голосов  | Кол-во голосов | % голосов  |            |
| -------------- | -------------------------------- | ------------------------ | ---------- | -------------- | ---------- | ---------- |
|                | Пьер Ле Гоф Жоэль Юон            | Левый блок               | 4 208      | 49,91          | 5 614      | 65,55      |
|                | Сильви Коллонгю Тьерри Рью       | Правоцентристский блок   | 1 947      | 23,09          | 2 950      | 34,45      |
|                | Мишель Бопре Вероник Рью Перейра | Левый блок — Зелёные     | 1 235      | 14,65          |            |            |
|                | Аурелия Колью Оливье Гери        | Национальное объединение | 1 042      | 12,365         |            |            |

|                | Кандидаты                    | Партия                  | Первый тур | Первый тур     | Второй тур | Второй тур |
| Кол-во голосов | Кандидаты                    | Партия                  | % голосов  | Кол-во голосов | % голосов  |            |
| -------------- | ---------------------------- | ----------------------- | ---------- | -------------- | ---------- | ---------- |
|                | Жорж Лотанлен Жоэль Юон      | Социалистическая партия | 4 723      | 40,07          | 6 937      | 62,93      |
|                | Роланд Ле Уэру Ивон Танги    | Правый блок             | 3 039      | 25,78          | 4 086      | 37,07      |
|                | Эмерик Карью Франсин Ремакль | Национальный фронт      | 1 631      | 13,84          |            |            |
|                | Мартин Карн Роже Эре         | Левый фронт             | 1 442      | 12,23          |            |            |
|                | Тьерри Демар Кристин Прижан  | Европа Экология Зелёные | 953        | 8,08           |            |            |